# Ricardo Giovannini

Ricardo Giovannini (Parma, 23 de julho de 1853 — Rio Grande, 23 de julho de 1930), foi um cantor, ator, cenógrafo, decorador, pintor e fotógrafo italiano, radicado no Brasil.

## Biografia
Seus primeiros registros no Brasil datam de 1882 e o mostram como cantor, cenógrafo e ator cômico da Companhia Lírica Italiana de Ópera Bufa, que estava itinerando pelo estado do Rio Grande do Sul. Refere a imprensa da época que sua voz era agradável e seu desempenho teatral era eficiente, sendo ainda responsável por quase toda a cenografia do grupo. No inverno de 1882 apresentaram-se no Theatro São Pedro de Porto Alegre, com grande sucesso. Rapidamente fez boas relações e ganhou projeção na cidade, ajudado pelas suas habilidades como pintor, realizando em cena a pintura de telas.
Pouco depois a companhia foi dissolvida. Nesta altura aceitou um convite para realizar o pano de boca e outras decorações no Teatro Sete de Abril de Bagé. Ali permaneceria por vários anos, abandonando os palcos e dedicando-se à pintura. Foi através do trabalho de decoração e cenografia do Teatro Sete de Abril que Giovannini conheceu o fotógrafo José Grecco, abrindo um estúdio de fotografia "Giovannini & Greco", à rua Três de Fevereiro, 15 como se pode verificar no informe publicitário. Em 1889 encarregou-se de reformas e redecoração do Hotel Aliança em Pelotas. Dois anos depois expôs algumas telas em Porto Alegre, destacando-se um retrato do general Silva Tavares.
Em 1903 radicou-se em Rio Grande, onde passaria o resto de sua vida. Decorou o Teatro Sete de Setembro, fundou um curso de desenho e pintura e um atelier fotográfico que breve se tornariam muito procurados, permanecendo em atividade até seu último ano de vida. Ainda constam como seus trabalhos artísticos, o pano de boca do Teatro Polytheama e a decoração do vasto templo da Loja Maçônica Fiel ao Oriente Rio-Grandense.
Foi também agente consular do Governo Italiano, depois promovido a vice-cônsul. Por seus relevantes serviços nesta função recebeu do rei da Itália o título de cavaleiro.
Na análise de Athos Damasceno, sem ser um artista de qualidade excepcional, não obstante deu importante contribuição para a dinamização e qualificação do circuito artístico estadual, especialmente na condição de professor, desfrutando de considerável prestígio. Sua coleção pode ser encontrada na Fototeca que leva o seu nome, em Rio Grande.
Foi casado com Alzira Cuppertino, que deu continuidade ao seu trabalho. Em suas fotos, sua marca registrada aparecia como "R. Giºvannini".